# Tehek Lake
Der Tehek Lake ist ein See im kanadischen Territorium Nunavut.

## Lage
Der Tehek Lake befindet sich in einer Tundralandschaft im Norden Kanadas, 50 km nördlich von Baker Lake. Der etwa 398 km² große See hat eine Längsausdehnung in Ost-West-Richtung von 43 km. Der Tehert River entwässert den See an dessen nordöstlichem Ende. Der Tehert River ist ein rechter Nebenfluss des Quoich River. Dieser mündet in das Westende des Chesterfield Inlet.